# Olympiakos F.C.
Olympiakos F.C. (tiếng Hy Lạp: ΠΑΕ Ολυμπιακός) là đội bóng đá, thành viên của câu lạc bộ thể thao Olympiakos CFP, có trụ sở tại thành phố  Piraeus, cảng gần thủ đô Athens, Hy Lạp.
Olympiakos được công nhận là một trong ba đội bóng lớn nhất của bóng đá Hy Lạp và một trong ba câu lạc bộ chưa bao giờ bị xuống hạng chơi ở giải hạng dưới. Đây cũng là câu lạc bộ thành công nhất của bóng đá Hy Lạp, với 48 chức vô địch quốc gia, 29 chức vô địch Cúp quốc gia và 4 chiếc Siêu cúp bóng đá Hy Lạp; tại đấu trường châu Âu, ba lần đội tiến xa nhất, là lọt vào tứ kết UEFA Champions League 1998–99, tứ kết Cúp C2 châu Âu 1992–93 và vô địch UEFA Europa Conference League 2023–24
Hiện Olympiakos thi đấu tại Sân vận động Karaiskakis. Lượng fan của đội ước tính khoảng hai triệu năm trăm nghìn người tại Hy Lạp. Đối thủ chính của đội là câu lạc bộ Panathinaikos, đây là một trong những cặp đối đầu nổi tiếng nhất trong thế giới bóng đá, sự cạnh tranh giữa hai câu lạc bộ từ Piraeus và Athens này được gọi là Trận Derby của những kẻ thù vĩnh cửu (tiếng Hy Lạp: Ντέρμπι των αιωνίων αντιπάλων).

## Trang phục truyền thống
Vào năm 1925, việc sáp nhập của hai câu lạc bộ của Piraeus là Athlitikos Podosfairikos Syllogos Pireos và Omilos Filathlon Pireos đã sinh ra một câu lạc bộ bóng đá mới. Sau này các bên thông qua đặt tên cho câu lạc bộ là Olympiacos, một cái tên lấy cảm hứng từ Thế vận hội Olympic vốn bắt nguồn từ Hy Lạp với ý nghĩa đạo đức, cạnh tranh, huy hoàng, tinh thần thể thao và lý tưởng công bằng ở Hy Lạp cổ đại. Do đó, sau đề nghị của Notis Kamperos, câu lạc bộ đã lấy hình ảnh một thanh thiếu niên đội vòng nguyệt quế làm biểu tượng của họ, tượng trưng cho người chiến thắng trong Thế vận hội Olympic. Màu đỏ và màu trắng được chọn làm màu chủ đạo, trong đó: màu đỏ tượng trưng cho niềm niềm đam mê, chiến thắng và màu trắng là của đức hạnh và tinh khiết.
Bộ trang phục điển hình của đội là áo có sọc dọc màu đỏ và trắng, quần và vớ màu đỏ hoặc trắng. Chiếc áo đã có các hình thức khác nhau trong lịch sử của câu lạc bộ, ví dụ với các sọc mỏng hoặc rộng hơn. Bộ trang phục phổ biến thứ hai là bộ toàn màu đỏ hoặc toàn màu trắng. Olympiacos đã sử dụng một số màu khác trong lịch sử như là một bộ trang phục thứ ba, trong đó đáng chú ý nhất là màu đen hoặc bạc đơn sắc. Dưới đây là một số trang phục của Olympiacos qua các thời kỳ.

### Trang phục chính
| 1925 | 1961 | 1962–65 | 1965–66 | 1971–72 | 1977–78 | 1979–80 | 1984–85 | 1994–95 | 1997–99 | 1999–00 |

| 2000–01 | 2001–02 | 2002–03 | 2004–05 | 2005–06 | 2006–07 | 2007–08 | 2011–12 | 2012–13 | 2013–15 | 2015–16 |

| 2016–17 |

### Trang phục phụ
| 1999–00 | 2000–01 | 2001–02 | 2002–03 | 2005–06 | 2006–07 | 2007–08 |  | 2011–12 | 2012–13 | 2013–15 | 2015–16 |

| 2016–17 |

## Thành tích
- Vô địch quốc gia: 48

1931, 1933, 1934, 1936, 1937, 1938, 1947, 1948, 1951, 1954, 1955, 1956, 1957, 1958, 1959, 1966, 1967, 1973, 1974, 1975, 1980, 1981, 1982, 1983, 1987, 1997, 1998, 1999, 2000, 2001, 2002, 2003, 2005, 2006, 2007, 2008, 2009, 2011, 2012, 2013, 2014, 2015, 2016, 2017, 2020, 2021, 2022, 2025
- Cúp quốc gia: 29

1947, 1951, 1952, 1953, 1954, 1957, 1958, 1959, 1960, 1961, 1963, 1965, 1968, 1971, 1973, 1975, 1981, 1990, 1992, 1999, 2005, 2006, 2008, 2009, 2012, 2013, 2015, 2020, 2025
- Siêu cúp bóng đá Hy Lạp: 4

1980, 1987, 1992, 2007
- Cúp Balkan: 1
  - 1963

- UEFA Europa Conference League: 1
  - 2024

## Xếp hạng UEFA

### UEFA ranking
Tính trong 5 mùa giải gần nhất của Olympiacos
| Rank | Club            | Điểm    | Điểm    | Điểm    | Điểm    | Điểm    | Tổng cộng |
| Rank | Club            | 2014–15 | 2015–16 | 2016–17 | 2017–18 | 2018–19 | Tổng cộng |
| ---- | --------------- | ------- | ------- | ------- | ------- | ------- | --------- |
| 33   | Anderlecht      | 10.000  | 11.000  | 16.000  | 6.000   | 3.000   | 46.000    |
| 33   | Athletic Bilbao | 10.000  | 17.000  | 9.000   | 10.000  | –       | 46.000    |
| 35   | Olympiacos      | 11.000  | 10.000  | 10.000  | 5.000   | 8.000   | 44.000    |
| 36   | Wolfsburg       | 16.000  | 24.000  | –       | –       | –       | 40.000    |
| 37   | Club Brugge     | 19.000  | 4.000   | 4.000   | 1.500   | 11.000  | 39.500    |

Tính trong 10 mùa giải gần nhất của Olympiacos
| Rank | Club          | Điểm    | Điểm    | Điểm    | Điểm    | Điểm    | Điểm    | Điểm    | Điểm    | Điểm    | Điểm    | Điểm  | Tổng cộng |
| Rank | Club          | 2009–10 | 2010–11 | 2011–12 | 2012–13 | 2013–14 | 2014–15 | 2015–16 | 2016–17 | 2017–18 | 2018–19 | Bonus | Tổng cộng |
| ---- | ------------- | ------- | ------- | ------- | ------- | ------- | ------- | ------- | ------- | ------- | ------- | ----- | --------- |
| 29   | Roma          | 9.000   | 16.000  | 1.500   | –       | –       | 12.000  | 14.000  | 13.000  | 25.000  | 17.000  | –     | 107.500   |
| 29   | CSKA Moscow   | 20.000  | 14.000  | 16.000  | 1.500   | 6.000   | 8.000   | 7.000   | 7.000   | 17.000  | 9.000   | 2.000 | 107.500   |
| 31   | Olympiacos    | 16.000  | 1.000   | 16.000  | 10.000  | 18.000  | 11.000  | 10.000  | 10.000  | 5.000   | 8.000   | –     | 105.000   |
| 32   | Villarreal    | 7.000   | 23.000  | 4.000   | –       | –       | 12.000  | 23.000  | 9.000   | 8.000   | 16.000  | –     | 102.000   |
| 33   | PSV Eindhoven | 12.000  | 18.000  | 16.000  | 5.000   | 5.000   | 6.000   | 18.000  | 6.000   | 1.000   | 6.000   | 5.000 | 98.000    |

## Cầu thủ

### Đội hình hiện tại
Tính đến 5 tháng 2 năm 2024
Ghi chú: Quốc kỳ chỉ đội tuyển quốc gia được xác định rõ trong điều lệ tư cách FIFA. Các cầu thủ có thể giữ hơn một quốc tịch ngoài FIFA.
| Số | VT | Quốc gia   | Cầu thủ                                           |
| -- | -- | ---------- | ------------------------------------------------- |
| 1  | TM | Hy Lạp     | Alexandros Paschalakis                            |
| 3  | HV | Argentina  | Francisco Ortega                                  |
| 5  | TV | Bồ Đào Nha | André Horta (cho mượn từ Braga)                   |
| 6  | TV | Bồ Đào Nha | Chiquinho                                         |
| 7  | TV | Hy Lạp     | Kostas Fortounis (đội trưởng)                     |
| 9  | TĐ | Maroc      | Ayoub El Kaabi                                    |
| 10 | TV | Bồ Đào Nha | Gelson Martins                                    |
| 11 | TĐ | Maroc      | Youssef El Arabi (đội phó)                        |
| 14 | HV | Bồ Đào Nha | Rúben Vezo                                        |
| 15 | TV | Hy Lạp     | Sotiris Alexandropoulos (cho mượn từ Sporting CP) |
| 16 | HV | Angola     | David Carmo (cho mượn từ Porto)                   |
| 19 | TV | Hy Lạp     | Georgios Masouras                                 |

| Số | VT | Quốc gia    | Cầu thủ                                              |
| -- | -- | ----------- | ---------------------------------------------------- |
| 23 | HV | Brasil      | Rodinei                                              |
| 32 | TV | Argentina   | Santiago Hezze                                       |
| 36 | HV | Anh         | Nelson Abbey                                         |
| 41 | HV | Pháp        | Giulian Biancone                                     |
| 45 | HV | Hy Lạp      | Panagiotis Retsos (3rd captain)                      |
| 56 | TV | Bồ Đào Nha  | Daniel Podence (cho mượn từ Wolverhampton Wanderers) |
| 74 | HV | Hy Lạp      | Andreas Ntoi                                         |
| 88 | TM | Hy Lạp      | Konstantinos Tzolakis                                |
| —  | TV | New Zealand | Marko Stamenić (on loan from Nottingham Forest)      |
| —  | TM | Hy Lạp      | Alexandros Anagnostopoulos                           |
| —  | TV | Tây Ban Nha | Dani García                                          |
| —  | HV | Bồ Đào Nha  | Costinha                                             |

### Cho mượn
Ghi chú: Quốc kỳ chỉ đội tuyển quốc gia được xác định rõ trong điều lệ tư cách FIFA. Các cầu thủ có thể giữ hơn một quốc tịch ngoài FIFA.
| Số | VT | Quốc gia  | Cầu thủ                                                          |
| -- | -- | --------- | ---------------------------------------------------------------- |
| —  | HV | Hy Lạp    | Leonardo Koutris (at Fortuna Düsseldorf đến 30 tháng 6 năm 2022) |
| —  | TV | Hy Lạp    | Alexandros Nikolias (at AEL đến 30 tháng 6 năm 2022)             |
| —  | TV | Argentina | Maximiliano Lovera (at Racing Club đến 31 tháng 12 năm 2021)     |

## Cơ cấu tổ chức

### Ban huấn luyện
| Vị trí                   | Quản lý                 |
| ------------------------ | ----------------------- |
| Huấn luyện viên trưởng   | Pedro Martins           |
| Trợ lý                   | Antonio Henriques       |
| Trợ lý                   | Rui Pedro Castro        |
| Chuyên gia phân tích     | Luis Antero Lobo        |
| Chuyên gia phân tích     | Giorgos Martakos        |
| Chuyên gia phân tích     | Giannis Vogiatzakis     |
| Chuyên gia phân tích     | Iosif Loukas            |
| Huấn luyện viên thể hình | Christos Mourikis       |
| Huấn luyện viên thủ môn  | Panagiotis Agriogiannis |
| Huấn luyện viên phục hồi | Zacharias Pasxalidis    |

### Ban lãnh đạo
| Position           | Staff                   |
| ------------------ | ----------------------- |
| Chủ sở hữu         | Evangelos Marinakis     |
| Chủ tịch quản trị  | Giannis Moralis         |
| Chủ tịch danh dự   | Savvas Theodoridis      |
| Phó chủ tịch       | Michalis Kountouris     |
| Phó chủ tịch       | Evangelos Batagiannis   |
| Phó chủ tịch       | Konstantinos Karapappas |
| Giám đốc điều hành | Dimitris Agrafiotis     |
| Thành viên khác    | Ioannis Vrentzos        |
| Thành viên khác    | Leonidas Theodorakakis  |
| Thành viên khác    | Konstantinos Mparmpis   |
| Thành viên khác    | Andreas Nasikas         |
| Thành viên khác    | Giorgos Pavlou          |
| Giám đốc thể thao  | Christian Karembeu      |